# Список населённых пунктов Шекснинского района
В Шекснинском районе 376 населённых пунктов в составе 2 городских и 13 сельских поселений, в том числе 365 деревень, 7 сёл, 2 пгт, 1 посёлок, 1 разъезд.
Ниже приведён список всех населённых пунктов с кодами ОКАТО, жирным шрифтом выделены центры сельских поселений.

## Домшинское сельское поселение
- 19 258 804 002 деревня Алферово
- 19 258 804 003 деревня Аннино
- 19 258 804 004 деревня Белое
- 19 258 804 005 деревня Боярово
- 19 258 804 006 деревня Булатово
- 19 258 804 007 деревня Бураково
- 19 258 804 008 деревня Великое
- 19 258 804 009 деревня Волково
- 19 258 804 010 деревня Вотерка
- 19 258 804 011 деревня Глобена
- 19 258 804 012 деревня Городское
- 19 258 804 013 деревня Губино
- 19 258 804 014 деревня Давыдово
- 19 258 804 015 село Домшино
- 19 258 804 016 деревня Дор
- 19 258 804 017 деревня Дьяконица
- 19 258 804 018 деревня Заречное
- 19 258 804 019 деревня Зубово
- 19 258 804 020 деревня Зыцово
- 19 258 804 021 деревня Катаево
- 19 258 804 022 деревня Кожевниково
- 19 258 804 023 деревня Коншево
- 19 258 804 024 деревня Леушкино
- 19 258 804 025 деревня Лупанда
- 19 258 804 026 деревня Минейка
- 19 258 804 027 деревня Митицыно
- 19 258 804 028 деревня Митьково
- 19 258 804 001 деревня Нестерово
- 19 258 804 029 деревня Орловка
- 19 258 804 030 деревня Папушино
- 19 258 804 031 деревня Пестово
- 19 258 804 032 деревня Поповское
- 19 258 804 033 деревня Пронино
- 19 258 804 034 деревня Ребячьево
- 19 258 804 035 деревня Светилово
- 19 258 804 036 деревня Сельцо
- 19 258 804 037 деревня Середнево
- 19 258 804 038 деревня Симаново
- 19 258 804 039 деревня Спицы
- 19 258 804 040 деревня Точка
- 19 258 804 041 деревня Чернеево
- 19 258 804 042 деревня Яковцево

## Ершовское сельское поселение
- 19 258 812 002 деревня Александрино
- 19 258 812 003 деревня Алексеево
- 19 258 812 004 деревня Анисимово
- 19 258 812 005 деревня Афанасово
- 19 258 812 006 деревня Березники
- 19 258 812 007 деревня Большая Мушня
- 19 258 812 008 деревня Воркопь
- 19 258 812 009 деревня Горка
- 19 258 812 001 деревня Ершово
- 19 258 812 010 деревня Заболотье
- 19 258 812 011 деревня Заозерье
- 19 258 812 012 деревня Игнатовское
- 19 258 812 013 деревня Ирма
- 19 258 812 014 деревня Красная Горка
- 19 258 812 015 деревня Кульпино
- 19 258 812 016 деревня Логиново
- 19 258 812 017 деревня Льгово
- 19 258 812 018 деревня Малая Мушня
- 19 258 812 029 деревня Малая Степановская
- 19 258 812 019 деревня Никольское
- 19 258 812 020 деревня Погорелка
- 19 258 812 021 деревня Поддубье
- 19 258 812 022 деревня Потанино
- 19 258 812 023 деревня Пустошка
- 19 258 812 024 деревня Сологость
- 19 258 812 025 деревня Сосновка
- 19 258 812 026 деревня Тирково
- 19 258 812 027 деревня Фонино
- 19 258 812 028 деревня Цильмино

## Железнодорожное сельское поселение
- 19 258 816 002 деревня Антипино
- 19 258 816 003 деревня Берендюха
- 19 258 816 004 деревня Бирючево
- 19 258 816 006 деревня Горка
- 19 258 816 007 деревня Демидово
- 19 258 816 008 деревня Добрец
- 19 258 816 009 деревня Дурасово
- 19 258 816 010 село Едома
- 19 258 816 011 деревня Кичино
- 19 258 816 013 деревня Красное
- 19 258 816 012 деревня Красный Холм
- 19 258 816 014 деревня Курово
- 19 258 816 015 деревня Лапино
- 19 258 816 016 деревня Маурино
- 19 258 816 017 деревня Осташково
- 19 258 816 001 деревня Пача
- 19 258 816 018 деревня Пашнец
- 19 258 816 020 деревня Покровское
- 19 258 816 019 деревня Починок
- 19 258 816 021 деревня Соболино
- 19 258 816 022 деревня Соколово
- 19 258 816 023 деревня Соколье
- 19 258 816 024 деревня Старое Село
- 19 258 816 025 деревня Столупино
- 19 258 816 026 деревня Харламово
- 19 258 816 027 деревня Четвериково
- 19 258 816 028 деревня Шайма
- 19 258 816 029 деревня Шапкино
- 19 258 816 030 деревня Шеломово

## Камешниковское сельское поселение
- 19 258 820 002 деревня Березник
- 19 258 820 003 деревня Дерягино
- 19 258 820 004 деревня Задняя
- 19 258 820 005 деревня Каликино
- 19 258 820 001 деревня Камешник
- 19 258 820 006 деревня Киргоды
- 19 258 820 007 деревня Устьяново

## Любомировское сельское поселение
- 19 258 824 003 деревня Борятино
- 19 258 824 004 село Братково
- 19 258 824 005 деревня Гузново
- 19 258 824 006 деревня Гуласиха
- 19 258 824 007 деревня Думино
- 19 258 824 008 деревня Еремеево
- 19 258 824 009 деревня Комарово
- 19 258 824 010 деревня Котово
- 19 258 824 011 деревня Кулдино
- 19 258 824 012 деревня Курьяково
- 19 258 824 013 деревня Лево
- 19 258 824 001 село Любомирово
- 19 258 824 015 деревня Миронково
- 19 258 824 016 деревня Молодищево
- 19 258 824 017 деревня Нижняя Горка
- 19 258 824 018 деревня Новоселки
- 19 258 824 019 деревня Нокшино
- 19 258 824 020 деревня Оношево
- 19 258 824 021 деревня Павликово
- 19 258 824 022 деревня Первино
- 19 258 824 023 деревня Погорелка
- 19 258 824 024 деревня Славянка
- 19 258 824 025 деревня Строкино
- 19 258 824 026 деревня Сухоломово
- 19 258 824 027 деревня Толстиково
- 19 258 824 028 деревня Угольская Больница
- 19 258 824 029 деревня Ходырево
- 19 258 824 030 деревня Цибино

## Никольское сельское поселение
- 19 258 828 002 деревня Барово
- 19 258 828 003 деревня Большое Митенино
- 19 258 828 004 деревня Братовец
- 19 258 828 005 деревня Ванеево
- 19 258 828 006 деревня Деменское
- 19 258 828 007 деревня Дриблево
- 19 258 828 008 деревня Екимовское
- 19 258 828 010 деревня Костинское
- 19 258 828 011 деревня Кренево
- 19 258 828 012 деревня Лукинки
- 19 258 828 013 деревня Лютчик
- 19 258 828 015 деревня Малое Митенино
- 19 258 828 014 деревня Мальгино
- 19 258 828 016 деревня Митькино
- 19 258 828 017 деревня Остров
- 19 258 828 018 деревня Потеряево
- 19 258 828 001 деревня Прогресс
- 19 258 828 019 деревня Пронино
- 19 258 828 020 деревня Селино
- 19 258 828 021 деревня Судьбицы
- 19 258 828 022 деревня Чагино

## Нифантовское сельское поселение
- 19 258 830 002 деревня Гари
- 19 258 830 003 деревня Дьяконовское
- 19 258 830 004 деревня Иванково
- 19 258 830 005 деревня Кочино
- 19 258 830 001 деревня Нифантово
- 19 258 830 006 деревня Обухово
- 19 258 830 007 деревня Сямичи
- 19 258 830 008 деревня Тарканово
- 19 258 830 009 деревня Толстово

## Раменское сельское поселение
- 19 258 832 002 деревня Анкимарово
- 19 258 832 003 деревня Аристово
- 19 258 832 005 деревня Большая Степановская
- 19 258 832 004 деревня Большой Двор
- 19 258 832 006 деревня Горка
- 19 258 832 007 деревня Золотуха
- 19 258 832 008 деревня Камешница
- 19 258 832 009 деревня Левинская
- 19 258 832 010 деревня Ново
- 19 258 832 001 деревня Раменье
- 19 258 832 011 деревня Турцево
- 19 258 832 012 деревня Филяково

## Сиземское сельское поселение
- 19 258 848 002 деревня Аксеново
- 19 258 848 003 деревня Андруково
- 19 258 808 002 деревня Андрюшино
- 19 258 836 002 деревня Артемьево
- 19 258 848 004 деревня Астралиха
- 19 258 848 005 деревня Бессолово
- 19 258 848 008 деревня Большой Игай
- 19 258 836 003 деревня Большой Овинец
- 19 258 808 003 деревня Борисово
- 19 258 808 004 деревня Бронниково
- 19 258 808 005 деревня Брыкино
- 19 258 808 006 деревня Васьково
- 19 258 808 007 деревня Виноградово
- 19 258 836 004 деревня Ворново
- 19 258 808 008 деревня Всходы
- 19 258 848 010 деревня Высоково
- 19 258 848 011 деревня Гаврилово
- 19 258 808 009 деревня Горка
- 19 258 848 012 деревня Гущино
- 19 258 836 005 деревня Давыдково
- 19 258 848 013 деревня Демино
- 19 258 836 006 деревня Дубки
- 19 258 808 010 деревня Дупельнево
- 19 258 808 011 деревня Еремеево
- 19 258 836 007 деревня Еремино
- 19 258 808 012 деревня Жабино
- 19 258 848 014 деревня Заречье
- 19 258 836 008 деревня Зверинец
- 19 258 808 013 деревня Ивашево
- 19 258 848 015 деревня Игнашкино
- 19 258 848 016 деревня Квасюнино
- 19 258 836 009 деревня Киселево
- 19 258 808 001 деревня Княже
- 19 258 808 014 деревня Колуберево
- 19 258 848 017 деревня Копосиха
- 19 258 836 010 деревня Копылово
- 19 258 836 011 деревня Корякино
- 19 258 808 015 деревня Кощеево
- 19 258 848 018 деревня Красново
- 19 258 836 012 деревня Кузьминское
- 19 258 848 019 деревня Кусты
- 19 258 836 013 деревня Максимково
- 19 258 848 020 деревня Малая Кислиха
- 19 258 836 015 деревня Малый Овинец
- 19 258 836 014 деревня Мальино
- 19 258 836 016 деревня Марьино
- 19 258 808 016 деревня Матвеевское
- 19 258 848 021 деревня Медвежье
- 19 258 808 017 деревня Моденово
- 19 258 848 022 деревня Назарово
- 19 258 836 017 деревня Павловское
- 19 258 836 018 деревня Плосково
- 19 258 808 018 деревня Подгорье
- 19 258 836 019 деревня Поздеево
- 19 258 848 023 деревня Полежаево
- 19 258 836 020 деревня Поляна
- 19 258 836 021 деревня Поповское
- 19 258 848 024 деревня Потеряево
- 19 258 808 019 деревня Починок
- 19 258 836 022 деревня Починок
- 19 258 836 023 деревня Прядино
- 19 258 808 020 деревня Пыжеево
- 19 258 808 021 деревня Пыряево
- 19 258 836 024 деревня Рамешка
- 19 258 848 025 деревня Рамешка
- 19 258 848 026 деревня Ржаницыно
- 19 258 808 022 деревня Романниково
- 19 258 848 027 деревня Самсоница
- 19 258 808 023 деревня Саунино
- 19 258 848 028 деревня Сватково
- 19 258 848 029 деревня Селиваниха
- 19 258 836 001 село Сизьма
- 19 258 848 030 деревня Скорынино
- 19 258 808 024 деревня Соколово
- 19 258 836 025 деревня Соловарка
- 19 258 848 032 деревня Ступново
- 19 258 836 026 деревня Сыромяткино
- 19 258 836 027 деревня Телибаново
- 19 258 848 033 деревня Тимшино
- 19 258 836 028 деревня Топорищево
- 19 258 848 034 деревня Трошино
- 19 258 836 029 деревня Уварово
- 19 258 848 035 деревня Федотово
- 19 258 808 025 деревня Флорида
- 19 258 808 026 деревня Фоминское
- 19 258 848 036 деревня Фомушино
- 19 258 848 037 деревня Хорошево
- 19 258 848 001 село Чаромское
- 19 258 836 030 деревня Шелухино
- 19 258 808 027 деревня Шигоево
- 19 258 836 031 деревня Шипицыно
- 19 258 808 028 деревня Якунина Гора

## Угольское сельское поселение
- 19 258 840 002 деревня Большое Ивановское
- 19 258 840 003 деревня Большое Назарово
- 19 258 840 004 деревня Былино
- 19 258 840 005 деревня Васильевское
- 19 258 840 006 деревня Верхний Дор
- 19 258 840 007 деревня Глуповское
- 19 258 840 008 деревня Грамотино
- 19 258 840 009 деревня Ковшово
- 19 258 840 010 деревня Леоново
- 19 258 840 011 деревня Максимовское
- 19 258 840 012 деревня Мальгино
- 19 258 840 014 деревня Нижний Дор
- 19 258 840 015 деревня Низкие
- 19 258 840 017 деревня Осютино
- 19 258 840 018 деревня Подолец
- 19 258 840 001 деревня Покровское
- 19 258 840 019 деревня Роица
- 19 258 840 020 деревня Рылово
- 19 258 840 021 деревня Савинское
- 19 258 840 022 деревня Самсоница
- 19 258 840 023 деревня Сусловское
- 19 258 840 024 деревня Шайма

## Фоминское сельское поселение
- 19 258 844 002 деревня Аксеново
- 19 258 844 003 деревня Алексино
- 19 258 844 004 деревня Андрейково
- 19 258 844 005 деревня Велюшево
- 19 258 844 006 деревня Воронцово
- 19 258 844 007 деревня Гвоздево
- 19 258 844 008 деревня Елезово
- 19 258 844 009 деревня Ефимово
- 19 258 844 010 деревня Красново
- 19 258 844 011 деревня Ларионово
- 19 258 844 013 деревня Митрохово
- 19 258 844 014 деревня Пегуша
- 19 258 844 015 деревня Русаново
- 19 258 844 001 деревня Фоминское

## Чёбсарское городское поселение
- 19 258 562 001 деревня Герасимово
- 19 258 562 002 деревня Горка
- 19 258 562 003 деревня Дудкино
- 19 258 562 004 деревня Жайно
- 19 258 562 005 деревня Коротково
- 19 258 562 006 деревня Молодки
- 19 258 562 007 деревня Нефедково
- 19 258 562 008 деревня Павшино
- 19 258 562 009 деревня Панькино
- 19 258 562 010 деревня Селино
- 19 258 562 000 пгт Чёбсара
- 19 258 562 011 деревня Чурилово

## Чуровское сельское поселение
- 19 258 852 002 посёлок Береговой
- 19 258 852 003 деревня Борисово
- 19 258 852 004 деревня Бугры
- 19 258 852 005 деревня Васильево
- 19 258 852 007 деревня Высоково
- 19 258 852 008 деревня Гологузка
- 19 258 852 009 деревня Демсино
- 19 258 852 010 деревня Дуброво
- 19 258 852 011 деревня Елесино
- 19 258 852 012 деревня Ельцово
- 19 258 852 013 деревня Игумново
- 19 258 852 014 деревня Ильинское
- 19 258 852 015 деревня Келбуй
- 19 258 852 016 деревня Кукино
- 19 258 852 017 деревня Курья
- 19 258 852 019 деревня Лысково
- 19 258 852 020 деревня Малинуха
- 19 258 852 021 деревня Михайловское
- 19 258 852 022 деревня Мокрица
- 19 258 852 023 деревня Мыс
- 19 258 852 024 деревня Мышкино
- 19 258 852 025 деревня Норовка
- 19 258 852 026 деревня Пахомово
- 19 258 852 027 деревня Перхино
- 19 258 852 028 деревня Пестово
- 19 258 852 029 деревня Плещаково
- 19 258 852 030 деревня Пограево
- 19 258 852 031 деревня Подгорный
- 19 258 852 033 деревня Потрекичево
- 19 258 852 036 деревня Разбуй
- 19 258 852 037 деревня Речная Сосновка
- 19 258 852 035 разъезд Роща
- 19 258 852 038 деревня Селецкая
- 19 258 852 039 деревня Сельца
- 19 258 852 040 деревня Семкино
- 19 258 852 041 деревня Слизово
- 19 258 852 042 деревня Старово
- 19 258 852 043 деревня Улошково
- 19 258 852 044 деревня Федорово
- 19 258 852 001 село Чуровское

## посёлок Шексна
- 19 258 551 000 пгт Шексна

## Юроченское сельское поселение
- 19 258 856 002 деревня Бекарево
- 19 258 856 003 деревня Большое Панькино
- 19 258 856 004 деревня Вакарино
- 19 258 856 005 деревня Глядково
- 19 258 856 006 деревня Гороховское
- 19 258 856 007 деревня Григорьевское
- 19 258 856 008 деревня Капустино
- 19 258 856 009 деревня Кузьминское
- 19 258 856 010 деревня Макарьино
- 19 258 856 011 деревня Малое Панькино
- 19 258 856 012 деревня Марьино
- 19 258 856 013 деревня Мачево
- 19 258 856 014 деревня Панфилово
- 19 258 856 015 деревня Прокино
- 19 258 856 016 деревня Соболево
- 19 258 856 017 деревня Тяпино
- 19 258 856 018 деревня Ханево
- 19 258 856 001 деревня Юрочкино